# March (Wielka Brytania)
March – miasto w Wielkiej Brytanii, we wschodniej Anglii, w hrabstwie Cambridgeshire, położone nad rzeką Nene. W 2001 roku liczba mieszkańców miasta wynosiła 18 040.
March wspomniane zostało w Domesday Book (1086) jako Mercha/Merche.